# Mario Bonilla
Mario Bonilla es un deportista guatemalteco que compitió en taekwondo. Ganó una medalla de plata en los Juegos Panamericanos de 1995 en la categoría de –76 kg.

## Palmarés internacional
| Juegos Panamericanos | Juegos Panamericanos      | Juegos Panamericanos | Juegos Panamericanos |
| Año                  | Lugar                     | Medalla              | Categoría            |
| -------------------- | ------------------------- | -------------------- | -------------------- |
| 1995                 | Mar del Plata (Argentina) | Medalla de plata     | –76 kg               |